# Suicide Silence
Suicide Silence (SS) je deathcorová kapela z Riverside v Kalifornii. Funguje od roku 2002, dosud vydala sedm alb, dvě EP a jedenáct videoklipů. V roce 2009 byli oceněni na RevolverGolden God jako nejlepší nový talent. V současnosti se kapela skládá ze zpěváka Hernani „Eddieho“ Hermida, kytaristů Chrise Garzy a Marka Heylmuna, baskytaristy Dana Kennyho a bubeníka Ernieho Inigueze.

## Hudební styl
Suicide Silence hraje hudební styl deathcore, který je fúzí death metalu a metalcore. V jejich písních se dají poznat vlivy black metalu, grindcore nebo i groove metalu. Zpěvák využívá nízko položeného growlingu, používaného v death metalu a vysoko položené screamu, používaného v black metalu. Bubeník využívá blast-beaty a dvojkopáky.
Členové kapely říkají, že největší dopady na jejich hudbu měly kapely jako Meshuggah, Sepultura, Cannibal Corpse,Suffocation, Morbid Angel, Necrophagist, Napalm Death, Nile, Slipknot, Darkest Hour, Deftones, Korn, Death a Possessed.

## Diskografie

### Studiová alba
- The Cleansing (2007, Century Media)
- No Time to Bleed (2009, Century Media)
- The Black Crown (2011, Century Media)
- You Can't Stop Me (2014, Nuclear Blast)
- Suicide Silence (2017, Nuclear Blast)
- Become the Hunter (2020, Nuclear Blast)
- Remember… You Must Die (2023, Nuclear Blast)

### EP
- Suicide Silence (EP) (2005, Third Degree)
- Sacred Words (2009, Century Media)

## Členové kapely

### Současní členové
- Chris Garza – rytmická kytara (2002–dosud)
- Mark Heylmun – sólová kytara (2005–dosud; přestávka v letech 2018–2019)
- Dan Kenny – baskytara (2008–dosud)
- Hernan „Eddie“ Hermida – zpěv (2013–dosud)
- Ernie Iniguez - bicí (2022-dosud)

### Členové na turné
- Mike „Lonestar“ Carrigan – sólová kytara (2018–2019)

### Původní členové
- Mitch Lucker – zpěv (2002–2012; zemřel 2012)
- Mike Bodkins – baskytara, vokály (2002–2008)
- Josh Goddard – bicí (2002–2006)
- Rick Ash – sólová kytara (2002–2005)
- Tanner Womack – zpěv (2002)
- Alex Lopez – bicí (2006–2022)